# Entrepà d'hamburguesa
Un entrepà d'hamburguesa és un entrepà que conté una hamburguesa fregida de carn picada dins d'un panet rodó. Se sol acompanyar amb enciam, formatge, tomàquet i condiments diversos, habitualment quètxup i mostassa. També es pot acompanyar amb salsa tàrtara.
Al llarg dels temps l'hamburguesa ha esdevingut un referent del menjar ràpid, i és el plat principal servit en locals de les grans cadenes de menjar escombraria com per exemple McDonald's o Burger King.
Segons alguns autors, aquest entrepà es va "inventar" entre els segles XIX i XX. Aquestes teories sobre el seu origen són polèmiques i diversos autors es disputen l'honor d'haver estat els primers a haver-hi posat un filet de carn picada (hamburguesa o bistec rus) dins un panet.
Als Estats Units es va popularitzar durant el segle xx, juntament amb l'aparició del concepte fast food i va anar adquirint-hi un simbolisme especial. Forma part d'un dels símbols nacionals de la cuina estatunidenca (juntament amb el pollastre fregit i el pastís de poma) i del capitalisme radical.

## Història

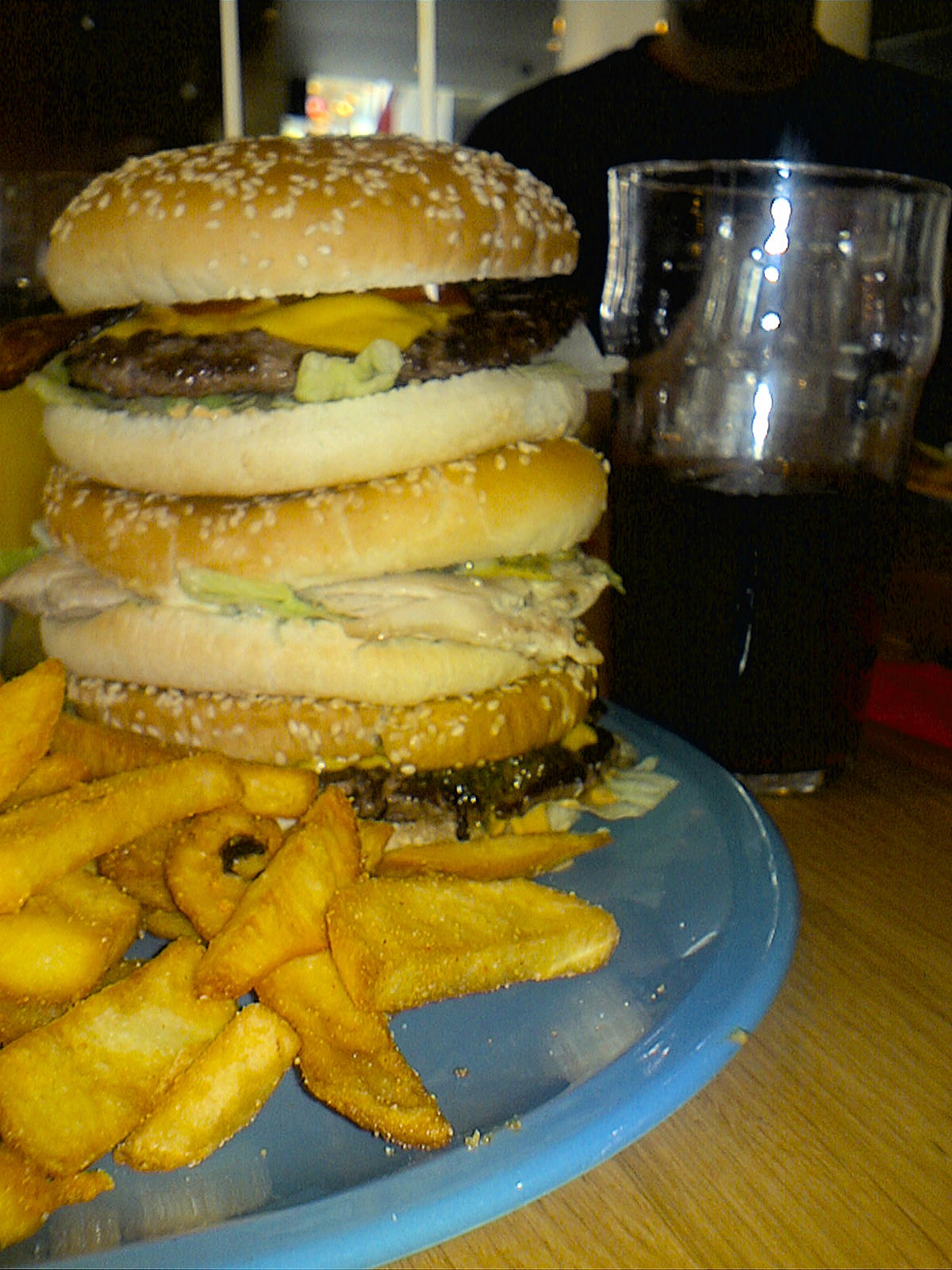
Un "tràiler" d'hamburgueses amb el seu típic acompanyament i refresc de cola.

La primera dada històrica sobre la recepta de la primera hamburguesa procedeix de la gastronomia de les tribus de Mongòlia i Turquia, que al segle xiv ja picaven en tires la carn del bestiar de baixa qualitat per fer-la més comestible. La recepta de la carn picada arriba a Alemanya a través dels tàrtars d'origen rus (Steak tartar), els quals mengen la carn crua i condimentada amb espècies. Es té coneixement d'un plat similar més antic de l'Imperi Romà, que consistia en un tipus d'hamburguesa elaborat amb carn de cap de bestiar picat amb pinyons, sal i vi passat i servida a l'interior d'un pa. Cal ressaltar que no va ser fins a la invenció de la màquina de picar carn quan la carn picada pren la possibilitat de ser elaborada en grans quantitats, podent combinar greix i altres teixits amb carn magra.
La paraula prové de la ciutat d'Hamburg, a Alemanya. Posteriorment van ser els immigrants alemanys de finals del segle xix els qui van introduir als Estats Units el plat anomenat «Salisbury steak» (plat que encara existeix al port d'Hamburg, on es denomina frikadelle). Un aliment molt similar és el Rundstück warm. El document més antic que fa referència a aquest plat és una carta del Restaurant Delmonico's que el 1834 ja l'oferia a la seva clientela. L'any 1895, un xef anomenat Louis Lassen de Connecticut, Estats Units elabora la primera hamburguesa a l'Amèrica del Nord; la recepta l'hi van donar uns mariners provinents del port d'Hamburg.
Actualment el seu origen és discutit, ja que diferents comtats dels Estats Units reclamen ser els inventors de l'hamburguesa moderna. Una de les històries prové de la ciutat de Seymour (Wisconsin), on l'any 1885, Charlie Nagreen, un noi de 15 anys, va solucionar un problema que tenia a la seva parada de menjar de la Fira Estatal: els seus clients volien passejar per la fira mentre menjaven, i necessitaven una forma pràctica per fer-ho. Charlie col·locà la carn entre dues llesques de pa i va denominar hamburguesa al seu nou invent. L'èxit va ser tal, que aviat apareixen més inventors, com Frank Menches el 1892 durant la Fira del Comtat d'Akron, Ohio. A la Fira Mundial de Sant Louis de 1904 l'hamburguesa ja era un plat molt famós.
La primera cadena d'hamburgueseries del món es denominava White Castle i va ser fundada a Wichita (Kansas) el 1921 pel cuiner Walter A. Anderson i el corredor d'assegurances I. W. Ingram l'àmbit del qual era el Mitjà Oest dels Estats Units. Oferien com a novetat el Pig Stand, és a dir, servien les hamburgueses sense la necessitat d'abandonar el vehicle (Drive-In), una cosa similar van fer a Califòrnia els germans Dick i Ronald McDonald l'any 1948.
Posteriorment, les hamburgueses van anar adoptant la imatge que proporcionaven les grans cadenes d'alimentació ràpida.

## Els ingredients
Es pot dir que una hamburguesa és un sandvitx de carn picada al qual se li han anat afegint a poc a poc diversos ingredients: condiments, guarnicions, etc. L'evolució d'aquest aliment ha fet que sigui pres al final en un conjunt, i a més al llarg de la seva història s'ha anat afegint diferents continguts, com és la cansalada, el formatge americà, l'enciam, els adobats, etc. tot això avui dia fa que l'hamburguesa sigui entesa de vegades més com un menú que com un aliment compost d'ingredients. La seva popularitat es deu en gran manera a la facilitat d'elaboració, a la senzillesa a l'hora de ser ingerida: sense necessitat de plats o coberteria especial.

### Carn picada
La carn picada és l'ingredient més car de l'hamburguesa. La carn picada és des de fa temps un ingredient de diversos plats. A les seves etapes primigènies l'hamburguesa era un Hamburger steak,
i a poc a poc s'hi van afegir els panets. La carn ha estat tradicionalment de boví encara que és possible veure alguns casos de barreja (boví-porc). Existeixen comercialitzacions en les quals s'empra carn de bisó americà (buffalo burger), carn d'estruç (ostrich burger), o de cèrvids com pot ser la cérvol. La carn picada és coneguda en altres plats, es pot dir que és l'element més important de l'hamburguesa, aquesta és la raó per la qual de vegades es denomina hamburguesa a certs sandvitxos, que sense contenir carn, posseeixen la mateixa filosofia: hamburguesa vegetal (hamburguesa sense carn elaborada per a vegetariàns), hamburguesa de peix. Alguns cuiners empren aliments anàlegs a la carn (tofu o seitan) per poder oferir hamburgueses a les persones vegetarianes. Un exemple és la boca burger elaborada de soia. En el cas de les "gourmet burgers" la carn emprada és carn de vedella japonesa de raça wagyu. És freqüent veure en els supermercats la carn picada i amb la forma de disc, a punt per ser cuinada. En molts casos la carn de l'hamburguesa se sol denominar bistec rus quan es cuina sense emprar la presentació de sandvitx.
La carn picada se sol aixafar (generalment amb una espàtula apropiada) fins que tingui una forma de disc (en anglès se li denomina "patty"). Als restaurants de menjar ràpid, el més habitual és que la carn es piqui ja a la pròpia indústria càrnia, se li proporcioni la forma adequada i en breu es congeli en grans sistemes de congelació per al seu emmagatzematge. Aquestes peces congelades es distribueixen posteriorment en massa als punts de venda, i van directament a les fregidores o a les graelles segons sigui el mètode de cuinat. En pocs restaurants s'ofereix la carn fresca "no congelada". Als anys noranta es va fer un esforç a les grans companyies de restaurants de menjar ràpid per recalcar el missatge de "100% carn de boví", per indicar al consumidor que està menjant carn de boví sense afegits extres com pot ser: fetge, triparia, etc. En alguns casos afegien proteïna vegetal texturizada de vegades amb la intenció de reduir costos. Cal pensar que resulta fàcil emmascarar continguts diversos procedents de la indústria càrnia en la carn picada, és per aquesta raó per la qual es fa un esforç a demostrar que la carn present és de boví i que no s'han afegit elements carnis diversos.
Preocupa sovint el contingut de greixos de la carn picada; se sap que pot rondar entre els 20% a 40% de pes. El cas és que el contingut de greix de la carn, juntament amb la forma específica de ser cuinada (fregida, barbacoa, al forn, al microones, etc.) resulten ser un factor rellevant a l'hora de definir el conjunt de sabors presents. Per regla general els valors més desitjats de tendresa, s'associen a continguts alts de greix i a preparacions al forn de forma tradicional. No obstant això s'han investigat barreges de baix contingut de greix (entorn dels 10%) amb proteïna de soia concentrada, proporcionant uns nivells de sabor acceptables.

#### Preparació
A la carn picada se li sol afegir alguna substància lligant perquè es compacti adequadament i pugui ser més fàcil d'ingerir, com pot ser ou, pa ratllat. La carn picada ha de manipular-se amb extrema cura pel fet que pot tenir bacteris que contaminen la carn i provocar intoxicacions alimentàries, tal com pot ser la causada per la escherichia coli O157:H7. És per aquesta raó per la qual convé cuinar la carn al més aviat possible i que aconsegueixi una temperatura de 90 °C en el seu interior.
Les tendències de cuinat de la carn picada de l'hamburguesa passen per dos processos diferents que de forma majoritària són:
- Fregides - Generalment s'aboquen les peces dins una paella que contingui oli calent i es deixen fregir fins que la carn picada aconsegueixi tenir el punt desitjat (vegeu també: temperatura de la carn). És el mètode que empra la cadena de restauració ràpida McDonalds.
- A la graella - En aquest cas se sol coure la carn directament sobre les graelles. És el mètode més habitual en les graellades familiars. Aquest mètode de cuinat és el que empra la cadena Burger King.

La diferència estriba en el sabor final i depenent dels gustos es prefereix un mètode o altre. Cap pensar que el fregit és més greixós però permet distingir i realçar els sabors finals. En l'actualitat s'empra també el forn microones, sobretot en les hamburgueses congelades. En la majoria dels casos sol emprar-se unes làmines de ceba posades en la seva superfície perquè les seves aromes es barregin amb la carn, intensificant sabors.

### El pa

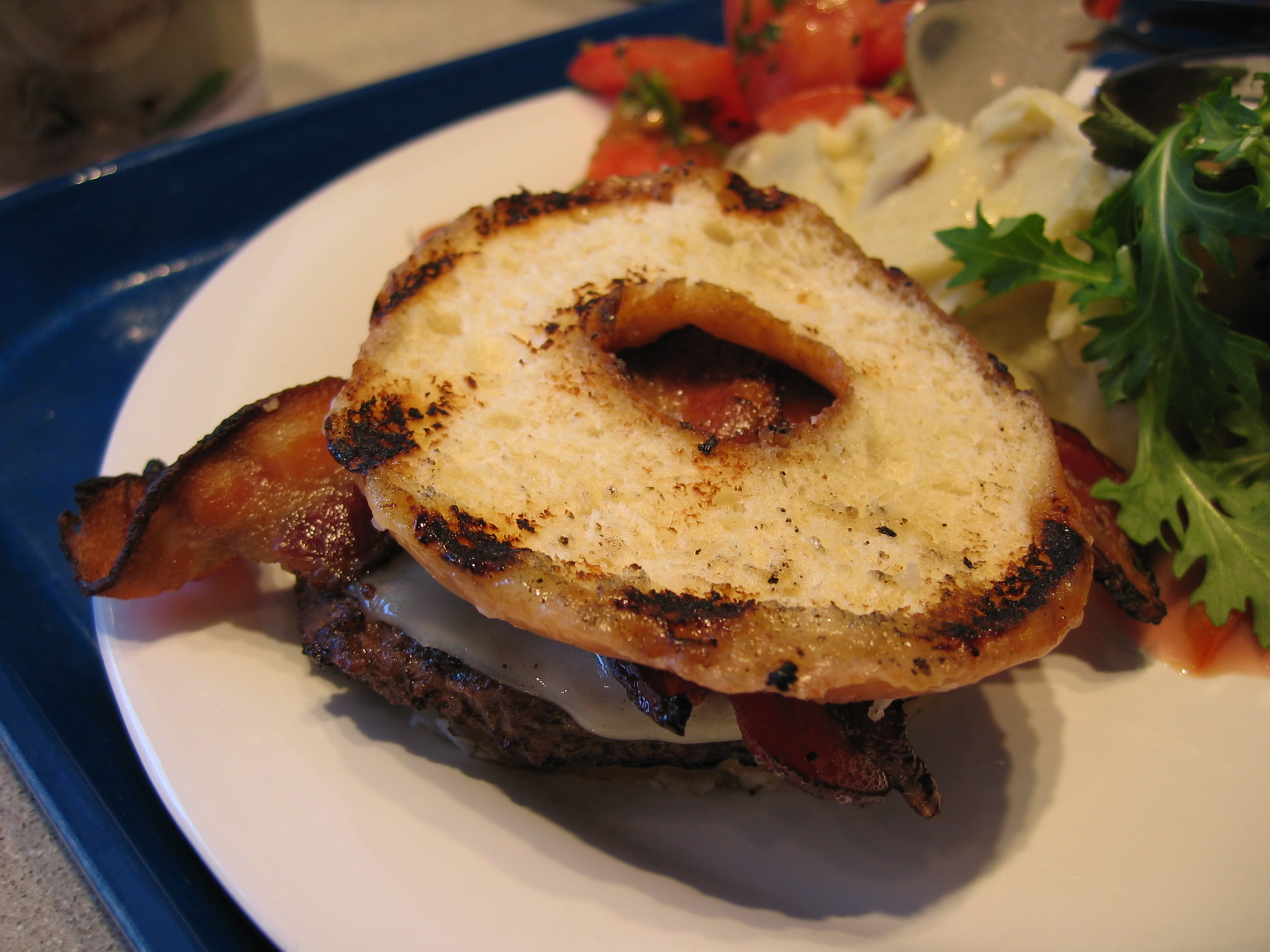
Una Luther Burger elaborada amb dònuts en lloc de panets.

El pa és el segon ingredient bàsic de l'hamburguesa, i és segons molts historiadors de l'alimentació, el punt d'inici del descobriment de l'hamburguesa, És cert que abans va existir el sandvitx com a element entre dos pans i al qual se li va atorgar aquest nom al voltant de l'any 1765 en honor d'un aristòcrata anglès anomenat John Montagu, IV Comte de Sándwich, a qui li agradava menjar d'aquesta forma per poder jugar a les cartes sense tacar-se els dits. En la majoria dels casos és un panet de forma esfèrica (en anglès s'esmenta com "bun") i pot posseir un radi que oscil·la entre els vuit i deu centímetres. Encara que cal esmentar que hi ha cadenes de restaurants que ofereixen panets de forma rectangular (White Castle «denominats "sliders"» o Krystal, ambdues als EUA). L'objectiu del pa a l'hamburguesa és doble: d'una banda permet que sigui un "aliment portable" pel fet que és possible portar la carn subjecta entre les dues llesques; d'altra banda les llesques permeten retenir els sabors i aromes del seu interior. En algunes ocasions, sobretot quan se serveix en un plat l'hamburguesa s'ofereix "oberta" i amb un dels pans (de vegades amb els dos).
Big Boy, que l'any 1936 comença a operar mitjançant el cuiner Bob Wian a Glendale, Califòrnia amb un restaurant al qual denomina Bob's Big Boy. Aquesta cadena protagonitza un tipus d'hamburgueses de gran grandària, que denomina en els seus menús com: double cheeseburger (hamburguesa doble amb formatge). Aquesta cadena és la primera a fer possible una hamburguesa amb dos pisos. Això és possible posant entre els dos trossos de carn un tros de pa en forma de disc. Aquesta idea la va realitzar posteriorment McDonalds amb el seu Big Mac.
El pa d'hamburguesa s'elabora amb llevat perquè aconsegueixi esponjar-se i un alt contingut d'aigua (superior al 50% de farina de blat). El característic del pa d'hamburguesa és la forma en què es decora la seva superfície, sovint, se li inclouen llavors de sèsam (no sempre). S'ha innovat molt en el tema del pa de tal forma que pot trobar-se hamburgueses amb dònuts, com el Luther Burger, o el baguelburguer que empra dues rodanxes de bagel. S'empren per igual muffin, pa de pita, etc. En el cas de la Big Mac s'inclou un pa entre mitjanes de dues porcions de carn picada amb l'objecte d'estabilitzar l'hamburguesa en el seu conjunt. A l'Àsia se sol elaborar en algunes cadenes de restaurants amb arròs en lloc d'amb pa: hamburguesa d'arròs.

### El formatge
El formatge es va emprar per primera vegada, sota la denominació «cheeseburger», per l'autoria de diversos cuiners. Un d'ells és Lionel Sternberger de Rite Espot a Pasadena, Califòrnia afirma que en el període de 1924 i 1926 venia hamburgueses amb formatge, és per aquesta raó per la qual se li atribueix la invenció. Se sap, per un menú de l'època, que en 1928 el restaurant O'Dell servia als seus clients de Los Angeles hamburgueses amb formatge. El formatge, lleugerament fos, ja apareix unit a l'hamburguesa en les primeres dècades des de la seva invenció. El formatge se sol col·locar en forma de fines làmines d'uns escassos mil·límetres de gruix quan la carn està en la seva última fase d'escalfament, i es deixa que es fongui lleugerament sobre ella. La importància de triar un tipus de formatge que sigui saborós després del seu fos és fonamental a l'hora d'elaborar una cheeeseburger. Sol emprar-se per regla general formatge processat per ser el que millor suporta les condicions de fos: per regla general és cheddar o Pepper jack. En algunes ocasions se sol emprar formatge blau com el Maytag. Existeix una variant d'hamburguesa denominada Jucy Lucy (denominada també com Juicy Lucy, en català: la sucosa Lucy) que conté formatge fos dins de la carn picada. L'ocupació de varietats de formatge locals és molt habitual.

### Condiments i afegits

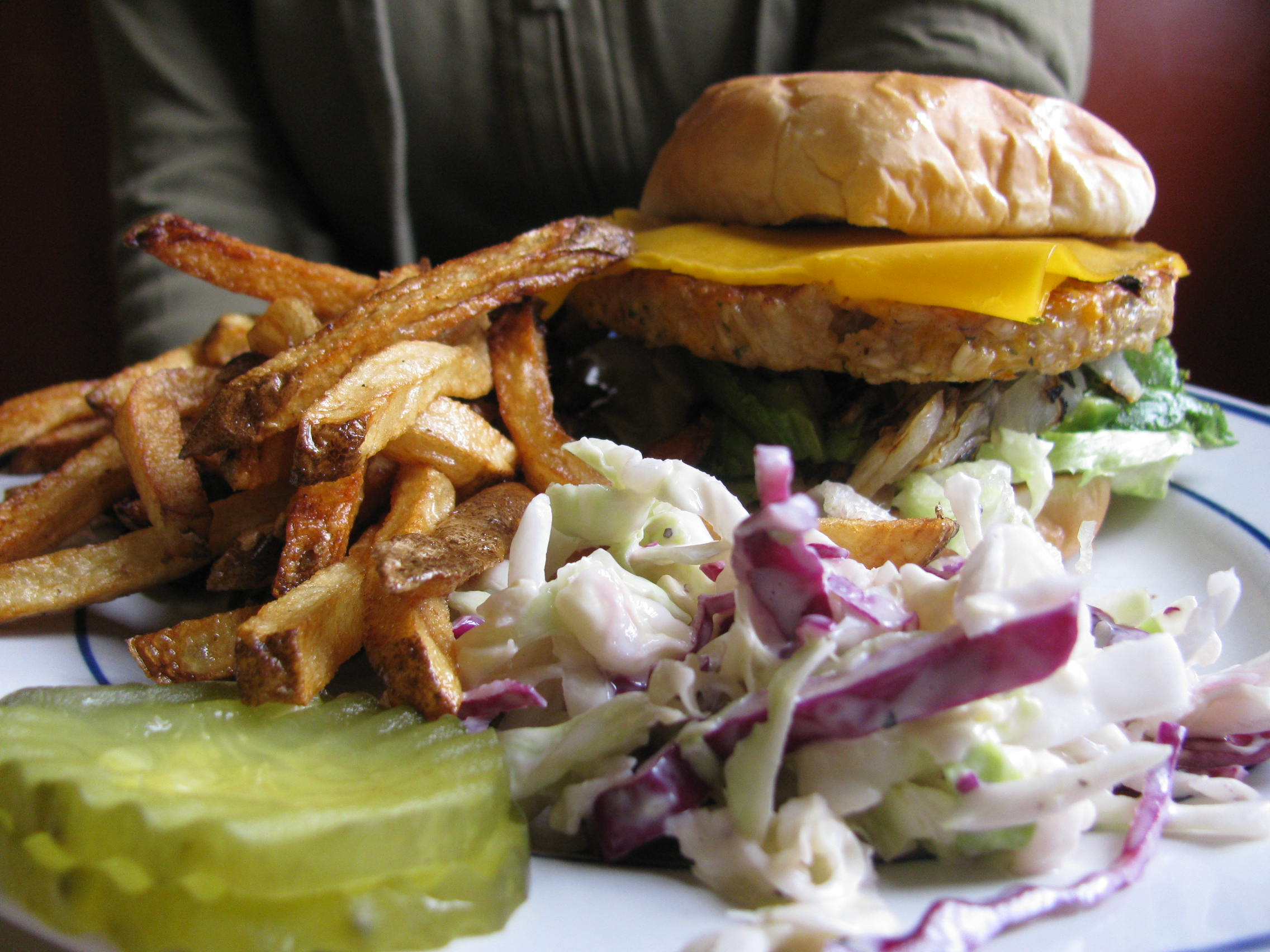
Una hamburguesa vegetariana envoltada de condiments

La carn picada cuinada ofereix al paladar un aspecte sec, és per aquesta raó per la qual se sol acompanyar amb diferents verdures que aportin textures més humides a la carn de l'hamburguesa. Una de les verdures més clàssiques és la ceba que finament picada a rodelles, es posa de vegades en les últimes fases de torrat o fregit de la carn. D'aquesta forma els sucres naturals i les aromes de la ceba es barregen amb els de la carn proporcionant un agradable sabor. Una altra de les verdures emprades de forma més generalitzada és la fulla d'enciam així com l'api, el tomàquet, el cogombre, els xampinyons laminats, etc. De vegades un dels afegits més sol·licitats és una rodanxa d'alguna verdura adobada com pot ser un cogombre, sovint de mida petita (cogombrets). En algunes ocasions per donar caràcter a l'hamburguesa se li afegeix ceba caramelizada cruixent, baked beans, i de vegades és habitual trobar xucrut (col fermentada) i guacamole, així com certs relishés.
Algunes de les verdures poden presentar-se fregides: pakoras, rodanxes de ceba, etc. Les patates fregides són ja des dels començaments de l'hamburguesa un dels acompanyaments clàssics. Les cadenes de restaurants les ofereixen en una espècie de sobre. Abans de l'adveniment de l'hamburguesa les patates fregides se servien en locals diversos com un aperitiu, en alguns casos amb xili amb carn, frijols o amb truita de xips.
L'hamburguesa pren un caràcter regional depenent dels condiments que se li afegeixin, un dels més freqüents i populars des dels seus començaments és el ketchup i la mostassa en salsa. Es pot trobar acompanyada amb salsa Worcestershire (habitual en les rodanxes de formatge de la «cheeseburger»). Amb salses més locals com l'allioli, la salsa mil illes (thousand Island dressing), sopa de ceba, maionesa, formatge fos (a l'estil de Cheez Whiz), etc.

## La beguda
L'hamburguesa és un aliment que reclama en bona part de la necessitat d'una beguda. En els primers temps de l'hamburguesa, la beguda més popular que acompanyava a la seva ingesta era el cafè. De fet, era més rendible el cafè que l'hamburguesa en les economies dels primers restaurants de menjar ràpid. Posteriorment es va afegir als menús dels restaurants la possibilitat d'afegir un batut de llet com a opció i en alguns casos fins i tot llets maltades. Algunes dècades, a partir dels anys 1920, van haver de passar, fins que l'hamburguesa es pogués servir junt amb els refrescs de cola que es van fer tan populars posteriorment. En l'actualitat és difícil pensar en una hamburguesa sense un refresc de cola o altres refrescs carbonatats, encara que a poc a poc s'afegeixen altres begudes considerades més sanes com poden ser els sucs de fruites o les begudes a base d'aigua mineral. És molt cert que hi ha diverses variants, i gustos locals, que marquen el tipus de beguda que se sol servir per menjar una hamburguesa. Entre les begudes alcohòliques preferides, com a acompanyament, es troba la cervesa.

## Nutrició

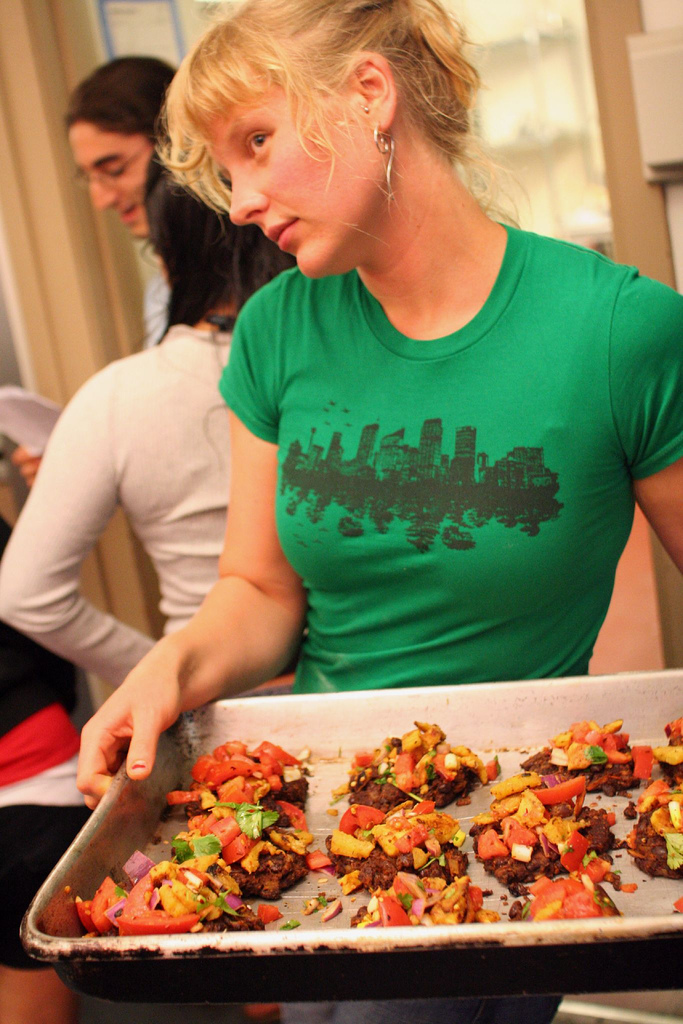
El contingut nutritiu de les hamburgueses depèn de la seva forma d'elaboració i dels ingredients emprats.

Des d'un punt de vista bàsic l'hamburguesa aporta proteïnes (degut al seu contingut predominantment carni), i hidrats de carboni que provenen del pa i del sucre que conté alguns dels amaniments (que per regla general correspon al ketchup). El contingut de lípids depèn fonamentalment del tipus de carn emprat en la seva elaboració. Per regla general el contingut de calories és funció del tipus d'hamburguesa, un dels paràmetres més importants és la seva grandària (és a dir el seu pes); a major grandària, major nombre de calories. Per regla general el tipus de carn és important, per exemple les hamburgueses elaborades amb carn de gall dindi o pollastre generalment posseeixen menys calories que les de carn de boví. Les cheeseburgers (hamburgueses amb formatge) solen ser més calòriques que les seves elaboracions similars sense formatge. Els acompanyaments són sovint una font de calories en el menú d'una hamburguesa, per exemple un acompanyament de patates fregides pot afegir prop d'uns 500 kCal al contingut calòric d'una hamburguesa. Aquest tipus de menús ja sol cobrir les necessitats calòriques d'una persona mitjana (que sol moure's entre les 1500 kCal i les 2500 kCal depenent de la seva activitat diària).
De la mateixa manera, pel que fa al contingut de greixos, les hamburgueses amb cansalada posseeixen més greix. El mateix es pot dir del formatge en les cheeseburgers. Les hamburgueses amb continguts calòrics per sobre de les 1.000 calories s'han vingut a denominar "hamburgueses XXL". Els continguts de salis de sodi són importants i en molts casos es desaconsella prendre aquest aliment a persones amb problemes de tensió arterial. En algunes ocasions els supermercats solen oferir la carn picada i envasada de tal forma que resulta fàcil preparar-les; no obstant això resulta desaconsellable emprar aquest tipus de carn perquè no és fàcil saber la seva procedència i menys la seva qualitat. De totes maneres, s'ha vist que el consum perllongat de carn de boví picada i fregida pot ser origen d'actius anticarcinòmics que prevenen el càncer degut a les substàncies residuals de l'àcid linolènic durant el preparat de la carn mitjançant escalfament.
Les tendències actuals de la societat sobre el «menjar sa» fan pensar que quelcom ha de canviar en la composició de les hamburgueses. La veritat és que l'hamburguesa, per si sola, és un aliment equilibrat, conté hidrats de carboni, proteïnes i vitamines, però l'hamburguesa més comuna posseeix excés de greixos amb l'objecte de millorar i potenciar el seu sabor, especialment a causa del seu origen animal és una font de colesterol de baixa densitat. La preocupació sorgeix amb les dosis setmanals o mensuals, o amb el fet d'alimentar-se gairebé exclusivament amb aquest producte. El nombre adequat d'hamburgueses en una dieta equilibrada depèn en gran manera de l'origen dels seus ingredients. Resulta aconsellable elaborar l'hamburguesa a casa, amb carn picada i triada pel consumidor d'una peça sencera a la carnisseria, que no hagi passat després del seu picat més d'unes hores (sempre a la nevera).

## Higiene i salut
L'hamburguesa comuna, preparada amb carn picada o molta presenta el risc d'estar sovint contaminada amb bacteris com l'Escherichia coli causant de la síndrome hemolítica i urèmica molt perillós en els nens; aquesta malaltia pot afectar els adults però és particularment greu (fins a mortal) en els nens, en la gent inmunodeprimida i en ancians. Davant d'això s'aconsella la cocció més completa possible de les hamburgueses (el bacteri S c es destrueix quan se superen els 70°C durant uns 5 minuts), en altres paraules: no han de quedar zones crues o rosades a l'interior de l'hamburguesa; més encara, es desaconsella donar menjar hamburgueses als nens petits. No obstant això, l'excés de cocció presenta també un altre problema per a la salut, ja que el consum freqüent de carn amb parts cremades també és nociu.
Algunes persones substitueixen la carn de vedella o cap de bestiar per carn de pollastre (elaborada amb el mateix procediment), ja que al·leguen que aquesta última té menys riscos (no tendeix a contenir l'Escherichia coli) a més que és de fàcil digestió. No obstant això, és bo aclarir que la carn de pollastre sí que pot contenir un altre perillós bacteri: la Salmonella. Cal pensar que en molts casos la carn picada es veu sotmesa a processos oxidatius que modifiquen el seu sabor fent que es posi més rància, per evitar això la indústria de l'alimentació sol incloure antioxidants en més o menys quantitat.

## Hamburguesa i societat
L'hamburguesa s'ha arrelat a la societat nord-americana com un aliment nacional i posteriorment s'ha globalitzat, degut en part a l'expansió de les franquícies de cadenes de restaurants de menjar ràpid. L'hamburguesa compleix en l'actualitat un segle d'existència, i la seva inicial popularitat juntament amb els seus debats han fet d'ella un aliment polèmic i adorat al mateix temps. En els primers mesos de 2001 l'editorial Houghton Miffin publicà un llibre titulat "Fast food Nation" del periodista Eric Schlosser i obre una polèmica reflexiva sobre el menjar ràpid i com la seva producció en massa afecta a tota una nació.

### Còmics i jocs
L'hamburguesa es fa molt popular entre els nord-americans en el període de postguerra de la Primera Guerra Mundial, i una mostra d'això és l'aparició de personatges de còmic com pot ser Popeye el marí que ingereix espinacs per ser fort. La primera aparició de Popeye va ser el 17 de gener de 1929 com un personatge secundari de la tira còmica d'E. C. Segar denominada Thimble Theater. Entre els personatges que envolten a Popeye es troba J. Wellington Wimpy (denominat abreviadament Wimpy) que és un amant de les hamburgueses, un personatge que apareix com educat i golut. Aquest personatge de la dècada de 1930 presenta l'hamburguesa a la joventut de l'època, com un aliment sa. Es va crear una cadena de restaurants de menjar ràpid denominat Wimpy's en el seu honor. De la mateixa forma, el personatge de ficció Jughead Jones que apareix a Archie Comics i que va ser creat el 1941, apareix també com un apassionat del menjar, especialment de les hamburgueses.
Amb la mateixa idea apareixen personatges ficticis en la cultura dels Estats Units, com pot ser Ronald McDonald, personatge amb disfressa de pallasso ideat per Willard Scott,
que apareix en l'any 1963 per primera vegada en un programa de televisió. Una altra de les aparicions populars de l'hamburguesa té lloc en Zap Comix #2, un dels més famosos underground comix de finals de la dècada de 1960, en el qual el dibuixant Robert Crumb dissenya un personatge denominat «Hamburger Hi-Jinx».
Existeixen certs jocs d'ordinador com Burgertime (バーガータイム) («Hora de les hamburgueses» en català) és un joc d'arcade que consisteix a elaborar una hamburguesa i fer-ne un repartiment en diferents situacions. En una situació similar es troba Megamania. En altres jocs apareix l'hamburguesa relacionada amb el premi com és el Bad Dudes Vs. DragonNinja i Chameleon Twist 2.

#### Art
Ja a la fi de la dècada, el pop art inclou a l'hamburguesa com a element artístic, apareixent en obres d'Andy Warhol («Dual Hamburger») i Claes Oldenburg («Floor Burger»), Mel Ramos (el 1965 a la seva «Vinaburger») i més recentment David LaChapelle (2002, «Death by Hamburger»).

#### Documentals i pel·lícules
Després del polèmic llibre de Schlosser, apareixen documentals relacionats amb l'hamburguesa com és Super Size Em, dirigida i protagonitzada per Morgan Spurlock (2004), en la qual decideix alimentar-se únicament de menjar dels restaurants McDonald's durant un mes sencer. La pel·lícula ha reobert la controvèrsia sobre la qualitat nutritiva del menjar ràpid en general i de McDonald's en particular. Molts nutricionistes opinen que el menjar ràpid pot formar part d'una dieta equilibrada més diversa.
Al mateix any s'estrena la pel·lícula Dos penjats molt fumats (Harold & Kumar Go to White Castle) ambientada en els restaurants White Castle. Posteriorment el 2006, Fast food Nation reflecteix, en un món de ficció, les intrigues i maquinacions de la indústria cárnica a la frontera entre Estats Units i Mèxic. L'obra es basa en el llibre que va aparèixer el 2001 Fast food Nation: The Dark Side of the All-American Meal. Good Burger és una pel·lícula còmica protagonitzada per Kel Mitchell i Kenan Thompson; està basada en un esquetx de Tot això i més i dirigida per Brian Robbins. Va ser produïda per Nickelodeon Movies